# Piotr Korytkowski
Piotr Karol Korytkowski (ur. 26 maja 1968 w Kutnie) – polski polityk i samorządowiec, od 2018 prezydent Konina.

## Życiorys
Ukończył Akademię Ekonomiczną w Poznaniu oraz Wyższą Szkołę Bankową w Poznaniu, został też absolwentem Państwowej Wyższej Szkoły Zawodowej w Koninie. Prowadził własną działalność gospodarczą, później objął stanowisko dyrektora Wojewódzkiego Ośrodka Ruchu Drogowego w Koninie.
Został działaczem Platformy Obywatelskiej. W latach 2006–2018 przez trzy kadencje był radnym miejskim w Koninie. W 2018 z ramienia Koalicji Obywatelskiej wystartował w wyborach na prezydenta miasta. W I turze z poparciem 24,53% głosujących zajął drugie miejsce (za reprezentującym PiS Zenonem Chojnackim), pokonując między innymi urzędującego prezydenta Józefa Nowickiego. W II turze wygrał wybory, uzyskując 55,8% głosów. W 2024 z powodzeniem ubiegał się o reelekcję, otrzymując w II turze 57,7% głosów.
W 2018 otrzymał Brązowy Krzyż Zasługi. W 2025 został odznaczony Odznaką Honorową za Zasługi dla Samorządu Terytorialnego.